# Theodor von Schön
Heinrich Theodor von Schön (Schreitlauken, 20 gennaio 1773 – Königsberg, 23 luglio 1856) è stato un politico prussiano.
In quanto collaboratore di Heinrich Friedrich Karl vom Stein, von Schön ha giocato un ruolo importante nella riforma prussiana del 1806.

## Biografia
Schön è nato a Schreitlauken, distretto di Tilsit, Prussia Orientale (oggi Šereitlaukis, comune di Pagėgiai, Lituania). Ha studiato legge e scienze politiche all'Università di Königsberg.